# Fête foraine
 (juillet 2013).
Si vous disposez d'ouvrages ou d'articles de référence ou si vous connaissez des sites web de qualité traitant du thème abordé ici, merci de compléter l'article en donnant les références utiles à sa vérifiabilité et en les liant à la section « Notes et références ».
 (novembre 2022).

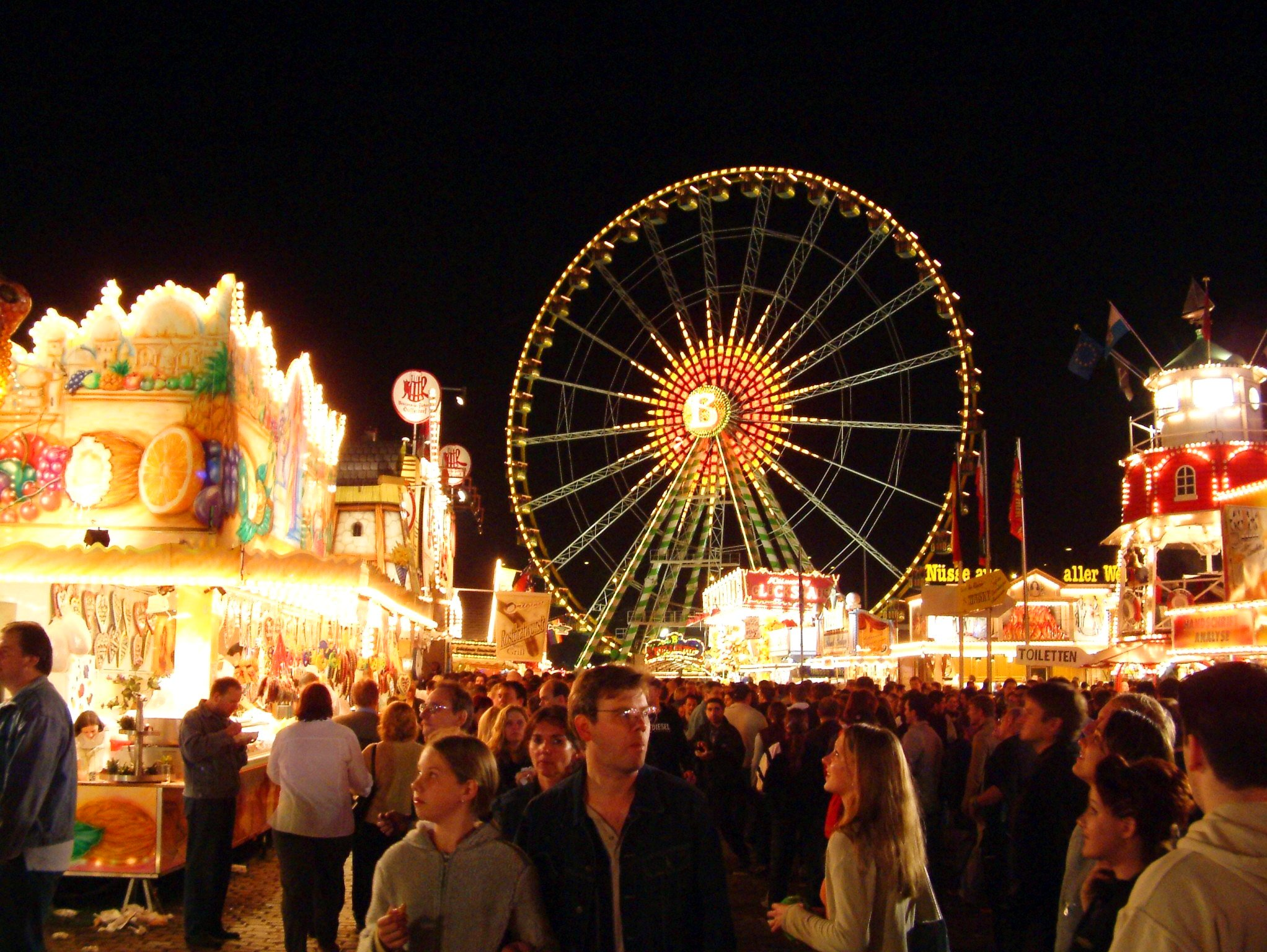
Fête foraine à Düsseldorf.

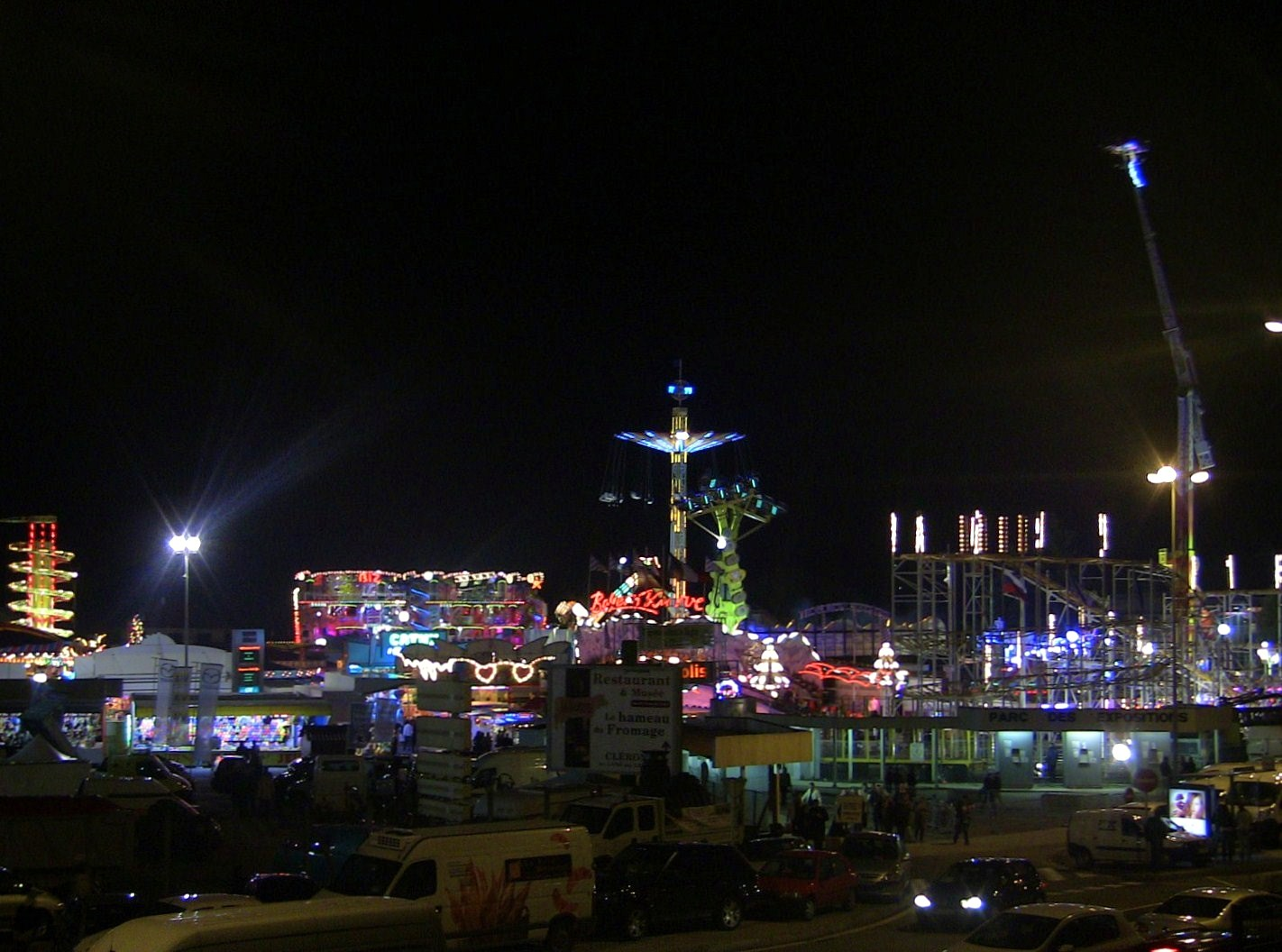
La Foire comtoise de Besançon.

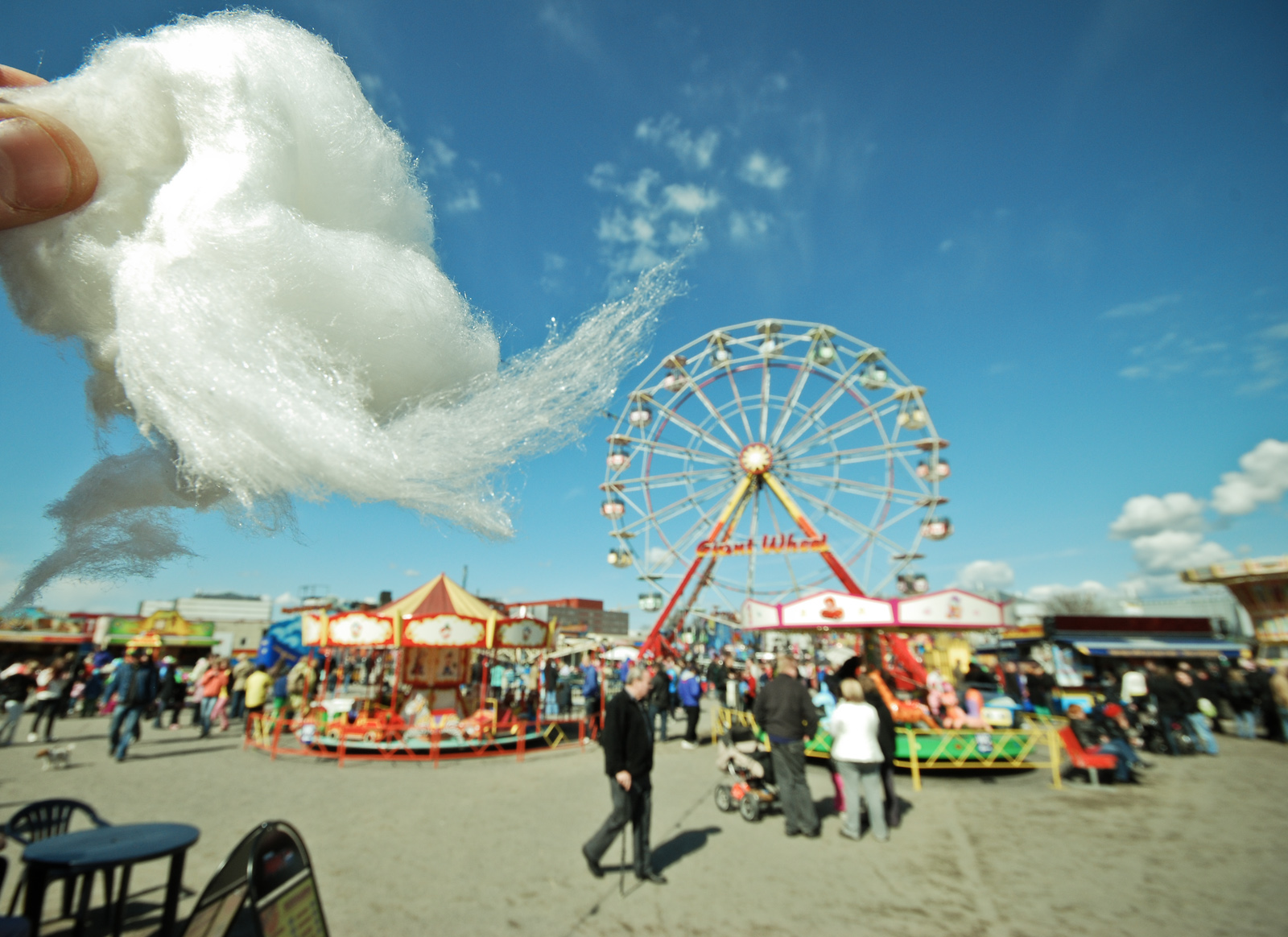
Tivoli Sariola à Turku, Finlande.

Une fête foraine ou foire ou vogue est un rassemblement en plein air de forains indépendants itinérants revenant à date fixe. Elle regroupe des attractions et manèges, ainsi que divers stands, tels que jeux de tirs ou vente de friandises.
En 2024, la culture foraine est classée au patrimoine mondial immatériel de l'Unesco.

## Histoire
Dérivé de l'ancien théâtre de la foire, le terme art forain est apparu il n’y a qu’une trentaine d’années en France, utilisé par Jean-Paul Favand, fondateur du musée des Arts forains.
Les premières « foires foraines » étaient des stands et des petits manèges démontables se déplaçant à travers tout le pays dès le début du XIXe siècle, particulièrement au nord de la Loire. Peu à peu, les forains (« ceux qui travaillent à la foire ») se regroupent et fondent un groupe distinct du marché avec une place précise, qui sera rebaptisé « fête foraine ». La fête foraine est inscrite en 2017 à l'inventaire du patrimoine culturel immatériel en France.

### L’apogée: début duXXesiècle
Tout ce qui n’est pas rentable n’est pas forain, aussi les stands sont magnifiques pour attirer les chalands, en étant munis de miroirs, décors fantaisistes puis éclairés à l’électricité. Le marketing sous une forme assez marquée apparaît alors : on installe de gigantesques orgues de foire, dont la musique vent portant, s'entend jusqu’à 3 kilomètres. Si la fête est cachée par des arbres, les forains et les visiteurs sont ainsi avertis de la présence de celle-ci.
L’odeur de la noix de coco, exotique et encore peu connue, est dominante jusqu’à l’apparition de la barbe à papa, qui se répand après l’exposition universelle de Saint-Louis en 1904.
Le rôle forain est avant tout informatif : les troubadours n’existant plus, les forains traversent les pays de village en village et apportent ainsi les « nouvelles » de la région (à l'analogue toujours actuel, de l'annonce locale ambulante d'un spectacle de cirque), en s'ajoutant au divertissement. Cet aspect s’estompera avec la diffusion de la télévision dans les années 1950.
Le cheval utilisé pour transporter les manèges, sera remplacé par la vapeur puis par l’électricité dès le début du XXe siècle.
L'électricité sert au départ davantage à attirer le chaland plutôt qu’à éclairer réellement. L’éclairage électrique est particulièrement remarqué lors de l’exposition universelle de Paris en 1900.
Le cinéma sera lui aussi nomade, en particulier de 1895 à 1914. Les forains ayant racheté aux frères Lumière des droits, des salles de cinématographe mobiles verront le jour en fête foraine et présenteront des films de Georges Méliès, jusqu’à la Première Guerre mondiale où le cinéma se sédentarise complètement.

#### Curiosités originales et spectacles de cirque
À l'origine, les attractions étaient des artistes présentant leur talent seul ou en groupe (jongleurs, funambules, contorsionnistes…). Afin d'attirer davantage les foules, des personnes ayant des dons inhabituels ou des caractéristiques particulières (nains, géants, femmes à barbe, homme éléphant…), étaient présentées dans des tentes mises en retrait des lieux de spectacles.
Ce type de spectacle, bien que s'étant progressivement raréfié au profit des manèges à sensations attirant davantage le public et également par souci d'humanité et respect des personnes, existe toujours dans quelques fêtes foraines et parcs d'attractions, comme actuellement les hommes géants les plus grands de France et du Monde, au Parc Saint-Paul, occasionnant souvent la photo familiale souvenir, et les spectacles de cirque fréquents dans les fêtes et parcs.
L’art forain est qualifié ainsi car il rassemble tous les métiers, du verrier à l’ingénieur en passant par l’architecte pour la réalisation des manèges, dont les fameux orgues limonaires de carrousels de chevaux de bois.

#### Manèges à non sensations
Les premiers manèges vont être perfectionnés au fil du temps. Ainsi apparaît le carrousel à deux étages qui se distingue du manège à un étage, mais aussi de multiples stands qui permettront la diffusion dans le pays des nouvelles technologies, notamment la photographie ou le cinématographe, épisode souvent négligé de l'Histoire.
Enfin, la fête foraine propose à ceux qui n’ont pas les moyens de posséder un cheval, un vélo ou une voiture, un tour de manège en substitution. Au début du XXe siècle, on verra ainsi plus de vélocipèdes et d’automobiles sur les planchers des manèges que sur les routes.

### À partir de1950: Développement des attractions à sensations
Avec l’arrivée de la télévision, le caractère informatif de la fête foraine disparaît. Pour continuer d'attirer les foules, les forains font appel à des attractions de plus en plus impressionnantes. Ce procédé est toujours d’actualité, le credo des fêtes foraines aujourd’hui témoigne de cet état d'esprit : « Toujours plus vite et plus haut, toujours plus fou, toujours plus fort ».
On y trouve encore des attractions traditionnelles, telles que tirs, loteries, confiseries, manèges d’enfant, voyantes ou entre-sorts, ainsi que des cirques et des ménageries, même si ces derniers vont peu à peu disparaître au profit des grandes attractions. À côté du « Mur de la mort » et du « Globe Infernal » où des forains à moto, puis en voiture défient les lois de la gravité, se côtoient des manèges d’avions, des circuits de karting, puis des montagnes russes avec les premières sensations fortes…
Les parcs d'attractions excepté aux États-Unis, sont encore rares à cette époque en France et seules les fêtes foraines comportent des attractions à sensations, qui en ont donc l'exclusivité, ce qui sera le cas jusqu'aux années 1980.
Dans les années 1960, l'attraction vedette demeure les montagnes russes Scenic Railway. Les montagnes russes métalliques remplacent celles en bois. Le Rotor et le Tagada font leur apparition.
En 1964, la Foire du Trône s’installe Pelouse de Reuilly. Elle accueille un nouveau manège à sensations, le Skiliff, dont les douze nacelles s’élèvent à l’aide d’un énorme bras de fer et virevoltent à une hauteur impressionnante pour l’époque. Après les Grands Huit, le Skiliff marque le début de l’ère des grandes attractions en s'élevant jusqu’à 40 m de haut, atteignant des vitesses importantes.

### Marcel Campion, gérant des fêtes parisiennes
Marcel Campion, surnommé le « Roi des Forains » est le directeur et principal organisateur de nombreuses fêtes foraines, comme notamment celles parisiennes de la Foire du Trône, la Fête des Tuileries et la Fête à Neu-Neu.
Il est aussi guitariste swing-manouche, les ensembles manouche se succédant à l'occasion des Jours de fête au Grand Palais.

### Depuis 1990: Complémentarité avec les parcs d'attractions

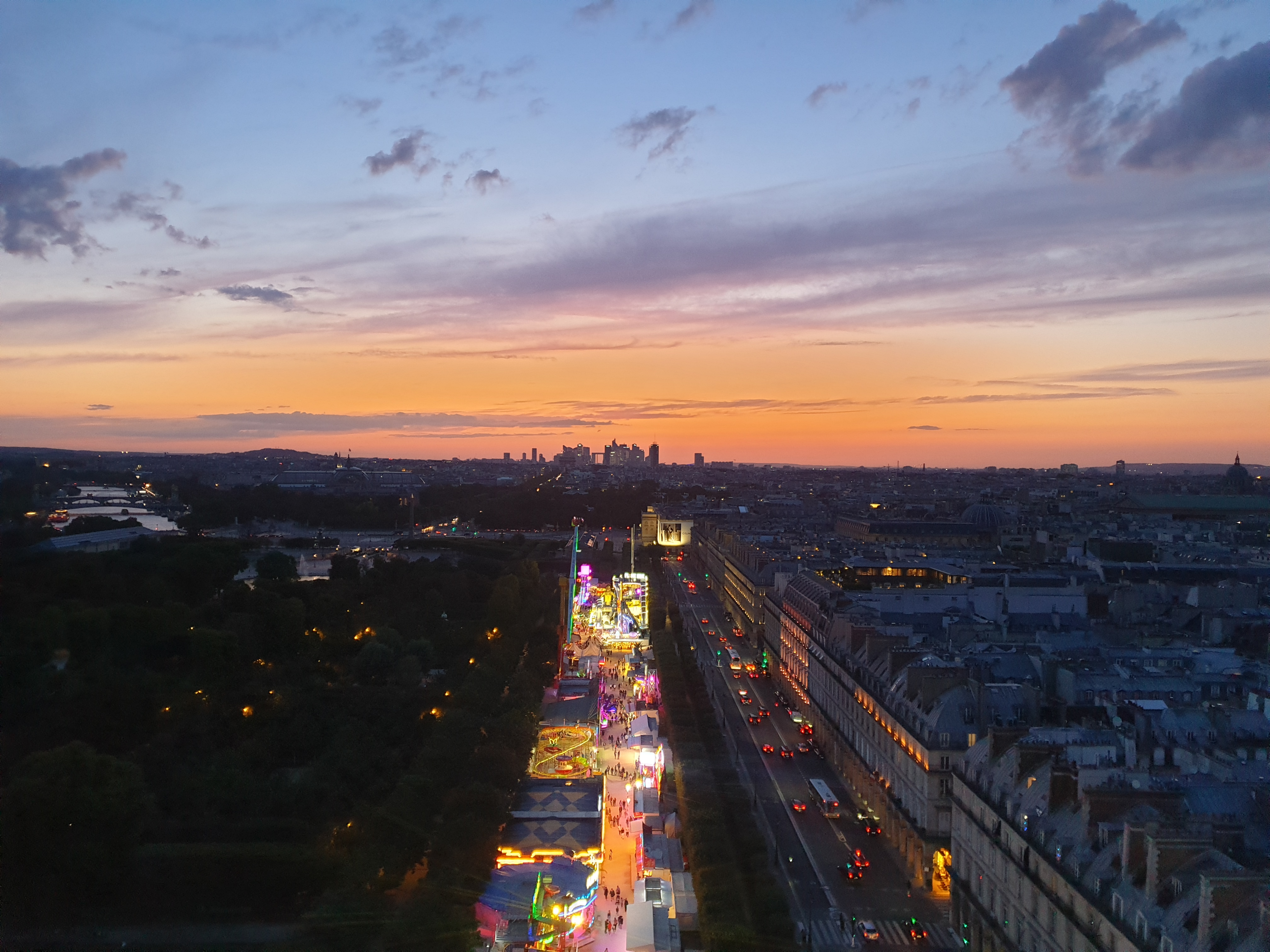
Vue depuis la grande roue de la fête foraine du jardin des Tuileries à Paris en 2019.

L'arrivée, puis le développement en manèges des parcs d'attractions depuis les années 1990, fit au départ quelque peu concurrence aux fêtes foraines, mais heureusement à la suite de l'engouement du public pour la fête, les jeux et les sensations fortes, étant différentes et complémentaires des parcs, ces fêtes obtiennent toujours autant de succès, en développant parallèlement notamment des Flat-rides impressionnants.
Les fêtes foraines contiennent une majorité de Flat rides et Vertical Rides, étant plus faciles à installer ou démonter, et transporter par camion que les montagnes russes, apanage des parcs d'attractions.
Les fêtes foraines réunies disposent à présent d'un nombre d'attractions spectaculaires diverses considérable, misant sur les Flat-Rides « Vertical Rides », tels que : le Maxximum 2 aux effets semblables à ceux des loopings d'avion, l'Extrême à bras articulés, le UFO formé de nacelles s'inclinant à 90° en position debout, la Boule Reverse bungee ou Catapult, la Sauterelle, le Star Flyer suspendu dans une tunique face au vide à une trentaine de mètres, ou encore le célèbre Speed ou Booster et autres manèges de type pendule.
La culture foraine est inscrite sur la liste représentative du patrimoine culturel immatériel de l'humanité par l'UNESCO en 2024 au bénéfice de la Belgique et de la France,.

## Description

### Composition

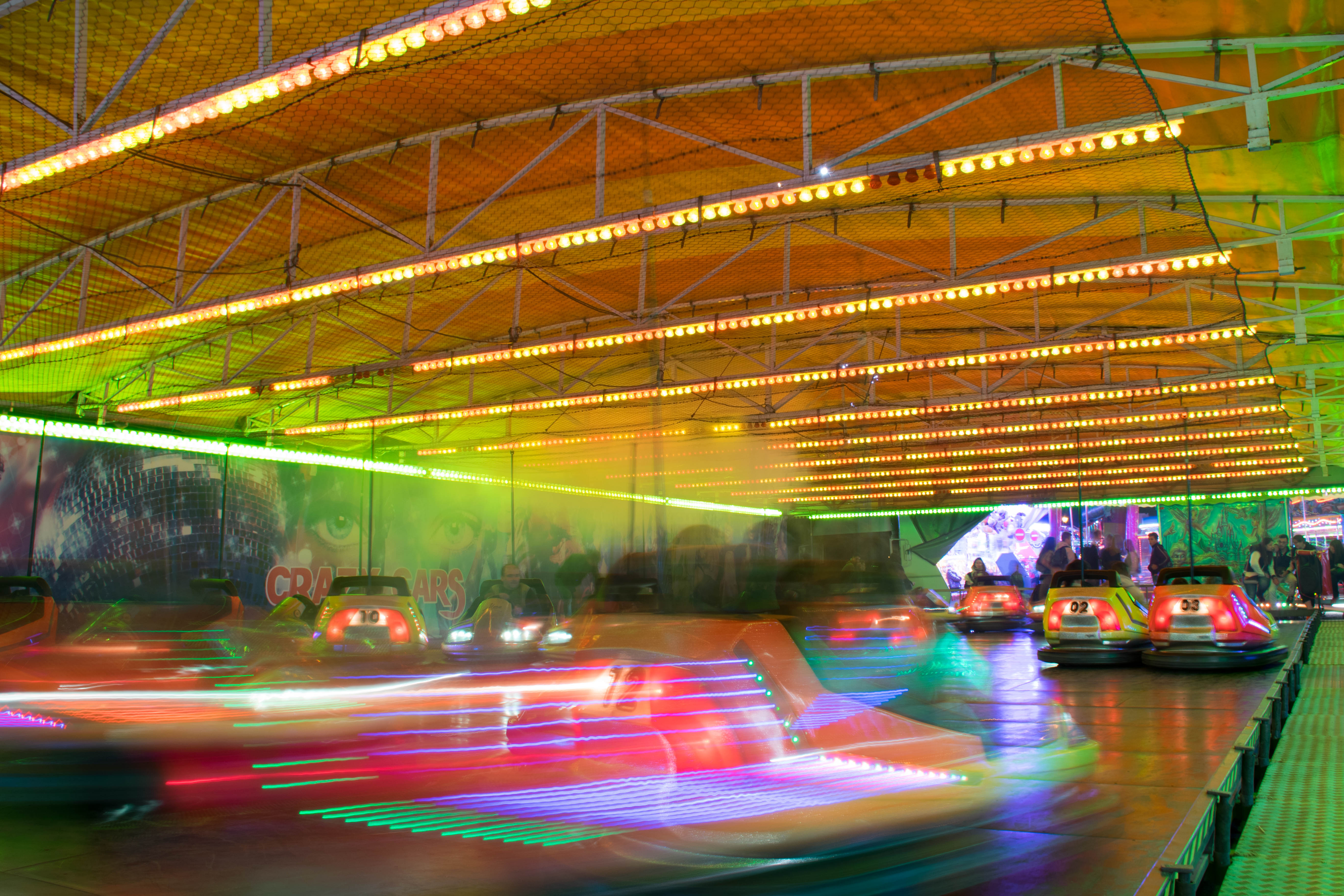
Auto-tamponneuses à Rambouillet (Yvelines, France), en mai 2018.

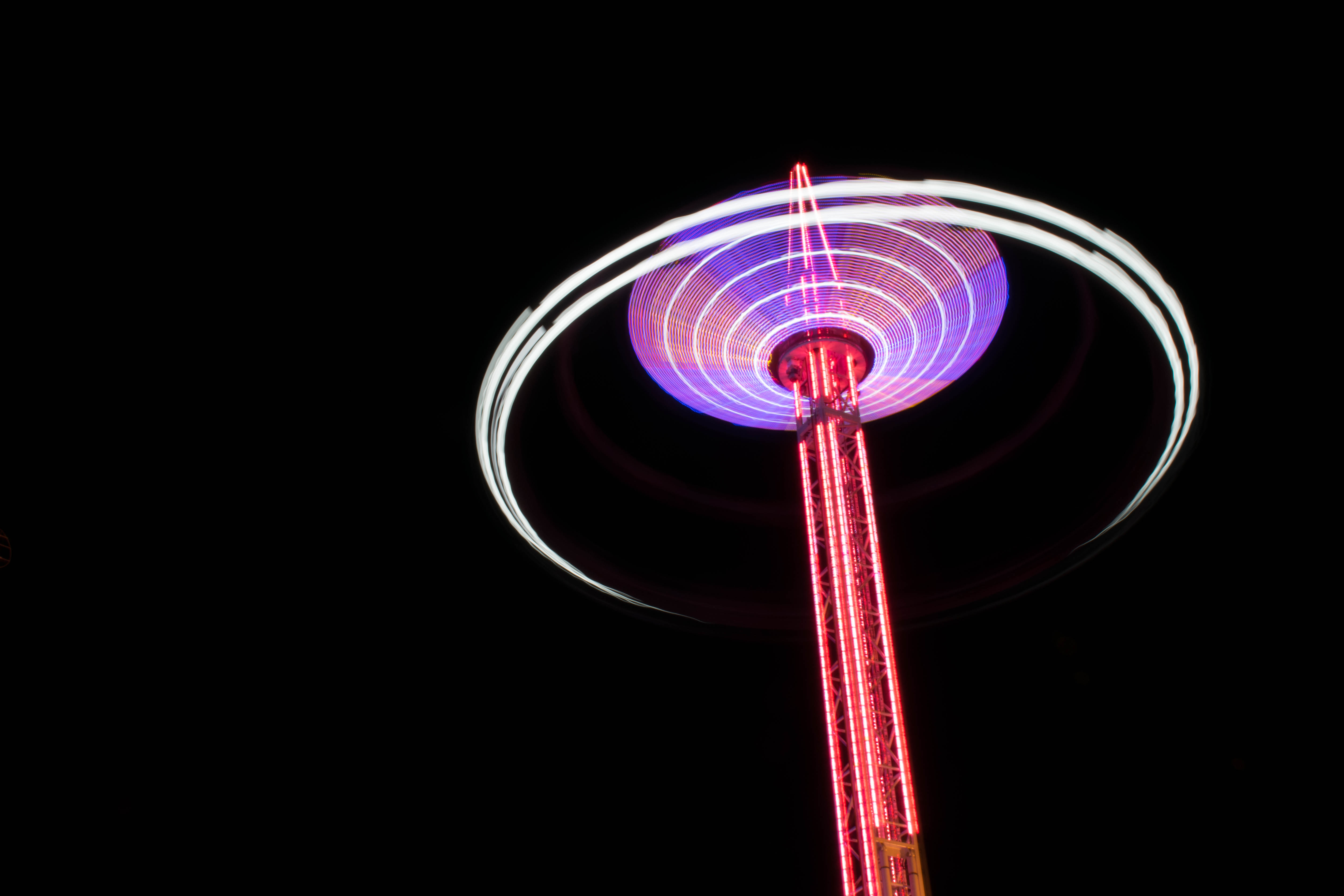
Star Flyer à Rambouillet, en mai 2018.

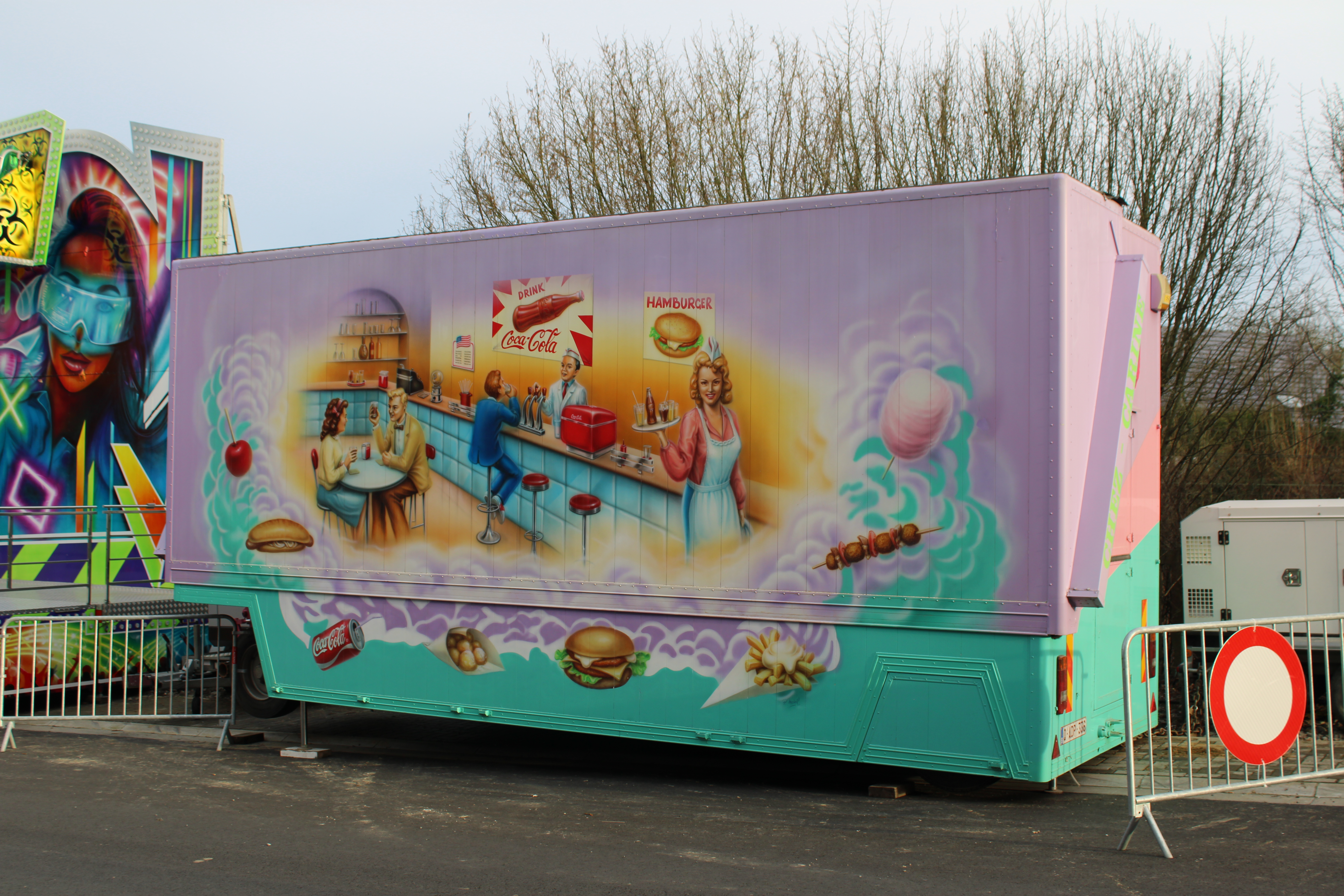
Un stand de restauration au carnaval de Ressaix (Belgique), en mars 2024.

Une fête foraine est composée de plusieurs stands de jeux ou gustatifs et d'attractions ambulantes destinées au divertissement, installés temporairement dans une ville ou un espace dédié.
Les principales activités sont aujourd’hui :
- Les attractions à sensations de différentes hauteur,
- Les grandes roues,
- Les manèges d'enfants,
- Les mini-kartings,
- Les parcours scéniques : Palais du rire et des glaces, trains fantômes, cinémas dynamiques…
- Les trampolines et bulles sur l'eau, les toboggans,
- Les jeux de tir (carabine, tir à l'arc, ballons, quilles…),
- Les jeux d'adresse divers (pêche enfantine, chevaux, lancers d'anneaux, ballons, etc.),
- Les machines à sous, machines à griffes, pousse pièces,
- Les jeux vidéo, flippers, baby-foot et palets,
- Les jeux de force et d'équilibre (punching ball, échelle pivotante),
- Les loteries de peluches et cadeaux,
- Les buvettes, stands de glaces, barbes à papa,
- Les stands de restauration salée.

En raison de leur aspect temporaire, les flat-rides, plus faciles à monter, démonter et transporter par camion, sont majoritaires dans les fêtes foraines par rapport aux montagnes russes, celles-ci étant davantage présentes dans les parcs d'attractions fixes.

### Comparaison avec les parcs d'attractions
Bien que l'aspect commun avec les parcs d'attraction soit principalement celui des sensations fortes des manèges, les principales différences sont les suivantes (sauf exceptions) :
- L'entrée est gratuite, mais chaque attraction est payante
- Files d'attentes aux attractions moins longues dû à ce fait
- Ouverture plus tardive, l'après-midi et le soir, souvent de 12 ou 14 h, jusqu'à 22 h à 2 h du matin
- Pilotage en partie manuel du forain de l'attraction
- Interventions « stimulantes » au micro du forain
- Musiques pop très rythmées
- Flat-rides majoritaires, avec une durée des tours, voire vitesse souvent plus importantes
- Illuminations en jeux de couleurs « psychédéliques », mais attractions et environnement peu thématisés
- Nombreux stands de jeux d'adresse, mais très peu de spectacles
- Installations transportées par camion dans les principales villes, à des périodes temporaires précises de l'année.

### En France
Le nombre de fêtes foraines en France est très important, changeant de ville au cours de l'année, et elles peuvent s'installer pour une durée variable de seulement un week-end ou pour une semaine, un ou deux mois, voire une grande partie de l'année comme sur la Côte d'Azur.
Elles animent beaucoup de principales grandes villes une ou deux fois par an. Par commodité et respect des riverains dû au bruit, un certain nombre ont dû changer d'aménagement vers la périphérie, d'autres centrales doivent ne pas mettre de sonorisation ou arrêter celle-ci à partir de 22 heures.
La France compte près de 35 000 fêtes foraines par an, un Français sur trois y passant en moyenne une journée par an.
Les principales en France sont :
- La Foire du Trône, à Paris 12°, les mois d'avril et de mai,
- La Vogue des marrons de la Croix-Rousse à Lyon, entre octobre et novembre, est la survivante d'une tradition foraine lyonnaise (en 1896, la ville totalisait 207 jours de vogues de Pâques à Toussaint).
- La Foire Saint-Romain, à Rouen, de mi octobre à mi novembre,
- La Foire de Mai à Metz, une grande partie du mois de mai,
- Le fête foraine des 400 Coups à Montauban, qui rassemble 200 manèges sur 3 jours.
- La Foire attractive de Nancy, tout le mois d'avril,
- La Foire aux manèges de Lille, deux fois par an,
- La Vogue des Noix, une semaine d'octobre à Firminy, près de Saint-Étienne. Les manèges se mêlent aux stands de produits, artisanaux. Elle conclut par un défilé en corso,
- La Foire-Kermesse de Mulhouse en Alsace,
- La Foire aux Plaisirs deux fois par an à Bordeaux, 3 semaines au printemps et à l'automne,
- Mégapark, fête foraine annuelle située à Aix-les-Bains entre le mois de mars et de mai[9],
- La Foire des Rameaux, qui se déroule chaque année à Grenoble et débute toujours le samedi des Rameaux.

#### En Île-de-France
- La Fête des Loges, à Saint-Germain-en-Laye, juillet à mi-août, France
- La Fête des Tuileries, à Paris, juillet à mi-août, France (depuis 1993)
- La Fête à Neu-Neu, Bois de Boulogne, septembre à mi-octobre, France
- La Foire Saint-Martin (Pontoise), mi novembre
- Les Jours de fête au Grand Palais, à Paris, fin décembre des années impaires (depuis 2001)

### Fêtes foraines dans le reste du monde
Les manèges et grandes attractions des fêtes foraines dans le monde, sont assez similaires, à quelques variantes près, à ceux que l'on trouve en France, plusieurs ventes de manèges s'effectuant entre forains d'un pays à l'autre, mais diffère quelque peu au niveau jeux d'adresse et stands de nourriture.
- La foire de Liège ou foire d'octobre, 1er samedi d'octobre au 11 novembre ou au 2e dimanche de novembre
- La foire du Midi à Bruxelles, généralement de mi-juillet à fin août
- La Schueberfouer à Luxembourg-Ville, qui a lieu pendant 3 semaines de fin août au début septembre et attire quelque 2 millions de visiteurs chaque année
- Elles sont baptisées « Kermesse Fest » en Allemagne, telles que celle de Cologne.
- En Autriche, le parc d'attractions du Prater de Vienne (Wiener Prater) se rapproche d'une fête foraine par le fait que chaque manège soit payant.
- Les fêtes foraines américaines peuvent adjoindre une fête agricole et spectacles de cascadeurs[10].
- La plus grande fête foraine du monde se situe à Shanghai.

## Nuisances sonores
La fête foraine est soumise à autorisation municipale.
Dans de nombreux départements, l’arrêté préfectoral type de lutte contre le bruit interdit les bruits gênants par leur intensité, leur durée ou leur caractère répétitif. Les musiques amplifiées des fêtes foraines entrent dans cette définition. Toutefois, les fêtes foraines bénéficient d'une dérogation.
Afin de ménager quelques heures de repos au voisinage, le tapage nocturne est interdit au-delà de 1 heure du matin, les samedis, dimanches et jours fériés, et au-delà de minuit, les autres jours de la semaine.
À Troyes, la sonorisation est arrêtée à 21 heures en semaine, et à 22 heures le vendredi et le samedi.
Pour la Foire du Trône de Paris, l'arrêt doit s'effectuer chaque soir à partir de 22 heures. Quant à la Fête foraine des Tuileries ou la petite fête de la Bastille, par exemple, situées en plein centre de Paris, côtoyant de très près les habitations, elle doit être entièrement dénuée de sonorisation puissante toute la journée. Les forains du booster Vmax, pour réduire le bruit des cris de certains passagers dus aux sensations, placent même des capots en plexiglas se rabattant devant les sièges.
Certains parcs d'attractions comme en Allemagne, même si les sonorisations et musiques plus traditionnelles sont en moyenne plus calmes, ont réduit le bruit des cris des passagers de montagnes russes pour les riverains en les couvrant dans un hangar.
Dans la commune d'Antibes Land, la sonorisation est arrêtée à 23h30. Les nuisances sonores s'élèvent à 64,8 dB alors que la législation prévoit une tolérance jusqu'à 46,6 dB. Toutefois, un bruit est considéré comme gênant lorsqu'il porte atteinte à la tranquillité du voisinage ou à la santé de l’homme, par sa durée, sa répétition ou son intensité. De ce fait, les mesures sonométriques ne sont donc pas utiles.
L'arrêté portant dérogation doit être affiché sur les lieux concernés durant toute la durée de la manifestation. La mairie définit les dates et heures d'arrivée et de départ des forains, et celles de montage et de démontage.
Au niveau jurisprudentiel, les arrêtés municipaux peuvent être cassés, notamment lorsque les activités sont trop longues — par exemple tout l'été —, ou lorsque le maire ne prend pas les mesures nécessaires pour faire cesser la nuisance sonore découlant de l'usage de haut-parleurs.
Ainsi le tribunal administratif d’Amiens a condamné la commune de Compiègne à verser la somme de 4 000 € en réparation des troubles dans les conditions d’existence qu’a subi un voisin de la fête foraine, privé de sommeil pendant un mois, obligé de déménager, sans vie de famille normale, entravant la préparation des études et examens de ses enfants. La maire n'avait pas fait respecter la limite de 23 heures pour la sonorisation, ni même les distances minimales entre les installations bruyantes des fauteurs de trouble et les habitations, alors que les troubles de nature à porter gravement atteinte à la tranquillité publique étaient manifestes.

## La culture foraine
- Si vous ne connaissez pas le sujet, laissez ce bandeau (vous pouvez alors contacter les auteurs).
- Si vous supprimez le contenu mis en cause (vous pouvez préalablement contacter les auteurs),

argumentez précisément cette suppression dans la page de discussion
(un manque de référence n'est pas un argument ; une recherche réelle de référence doit avoir été effectuée, être formellement documentée).

### Art culturel d'une fête foraine
La fête foraine peut s'associer à une forme de culture, par le fait qu'elle attire un grand nombre de personnes, tant sur le plan technique et visuel que sur le côté sensationnel de ses attractions, d'où la curiosité et l'émerveillement qu'elle engendre. Elle a été à ce titre inscrite à l'inventaire français du patrimoine culturel immatériel en juin 2017, à l'initiative de l'association foraine "Le petit cheval de bois".
Issue des grandes foires marchandes du Moyen Âge, la fête foraine des XIXe – XXe siècles est, à l'analogue d'un cabinet de curiosité du XVIIIe, un lieu « extraordinaire » où se côtoient divertissement, rêve, imaginaire et instruction.
La fête foraine se distingue par sa grandeur et son accès à la population tout entière, notamment les plus humbles. Ceux-ci y découvrent un véritable « abrégé du monde », un « laboratoire bouillonnant » où s’entremêlent attraction et découverte. Et contrairement à ce qu’on pourrait penser de prime abord, les forains ont joué un rôle résolument actif et moderniste dans la « popularisation » de la science et de la technique auprès des masses.
La fête foraine trouve son origine dans les spectacles des foires marchandes du Moyen Âge où saltimbanques, jongleurs et comédiens donnent des spectacles d’estrade, proches de la commedia dell’arte ou de Guignol.

#### Attrait des curiosités de l'époque
Au seuil du XIXe siècle, la foire reste à la fois divertissante avec ses boîtes à vues colorées et animées, ses dioramas, ses monstres et ses phénomènes, ses personnages de tirs et de jeux de massacre, et commerciale avec la vente de santons et d’images pieuses. Tout au long du XIXe, la foire de divertissement se développe et propose chaque année des attractions nouvelles : manèges de vélos, carrousels à vapeur, chenilles-vagues de l’océan mais aussi maisons hantées, petits trains et autodromes. À la Belle Époque, le champ de foire se présente comme un véritable « abrégé du monde », et les foules, notamment les plus modestes, y découvrent alors les dernières merveilles de la science : elles s’affichent sur les tréteaux des « cabinets de curiosité », se découvrent au fond des vitrines des musées anatomiques, se déploient le long des toiles peintes des panoramas ou sur les façades des théâtres forains pour le cinéma.
Alliant une vocation pédagogique toujours présente à une envie de merveilleux propres à ces industries qui « amusent en instruisant », les attractions foraines proposent au XIXe et au début du XXe un aperçu spectaculaire dans les domaines des mathématiques, des sciences naturelles et des sciences humaines. En mathématiques, le calcul des probabilités n’entre dans la pratique des mathématiques qu’au début du XVIIIe, avec les ouvrages de Montmort (1708), Bernoulli (1713) et de Moivre (The Doctrine of chances, 1718).

#### Loteries et expériences physiques
C’est désormais une branche autonome des mathématiques qui utilise les techniques de cette science, et diversifie considérablement ses champs d’application. C’est également à cette période qu’apparaît la théorie des assurances (dont on vient de reparler à l’occasion du prix Nobel d’économie) et la pratique des loteries. Bien que n’ayant pas une théorie mathématique rigoureuse des probabilités, les forains l’ont largement employée dans la fabrication et dans l’utilisation des loteries. Ils aménagent différents fonds de roue, définissant ainsi les probabilités de gains en fonction de leurs besoins ou de l’affluence de joueurs. Tout au long du XIXe, les savants physiciens, chimistes et astronomes courent les rues, transformant les boulevards en véritables « écoles de physique » par la présentation d’expériences amusantes qui « plongent le public dans d’ineffables délices ».

#### Illusionnistes, magiciens, physiciens
Sur la fête foraine, ces physiciens-démonstrateurs, physiciens-prestidigitateurs ou ingénieurs-mécaniciens, qui se font appeler professeurs, exhibent et dévoilent toutes les applications modernes de la science, notamment celles qui autorisent des effets magiques : le magnétisme, l’électricité, l’optique, les propriétés de l’air et les encres invisibles (4) et (5). Avec l’invention du télescope, le phénomène s’inverse puisque c’est la foire qui offre des outils à la science. En effet, en 1608 à Hildelbourg, on aurait vu dans un spectacle de foire le forain flamand Haus Lipperwey présenter un objet magique : une lunette à deux lentilles bout à bout qui permet la distorsion du réel, produisant des effets merveilleux. Informé, Galilée aurait transformé cet « engin trompeur », tant décrié par la science de l’époque, en objet d’observation scientifique, prouvant ainsi que ce qu’on y voyait était vrai.
En zoologie et en botanique, la présentation et la représentation des animaux (cheval, cochon, vache) et des plantes dans le contexte de la fête foraine s’effectuent dans le souci de « montrer plutôt que de démontrer », mais permettent de faire connaître la faune et la flore exotiques (lion, éléphant) à une large population. Issues de la tradition des « montreurs d’ours » sur les foires, les ménageries foraines se développent au XIXe ; il en est de même pour les expositions universelles et coloniales. Elles offrent des modèles vivants à des peintres animaliers désireux de réaliser des portraits et permettent aux professeurs du Jardin du Roy ou du Muséum d’histoire naturelle d’entreprendre des études scientifiques sur certains spécimens : c’est ainsi que Buffon étudie l’orang-outang.

#### Savants de la santé
L’apparition des musées anatomiques sur les champs de foire témoigne de l’offensive médicale déclenchée au milieu du XIXe par les progrès de la médecine, par la révolution pastorienne et par les campagnes hygiénistes. La volonté pédagogique de ces musées est clairement attestée par les textes des catalogues ou par le discours très scientifique et moralisateur du « professeur » annonçant le spectacle qui vante les bienfaits de la santé et les ravages d’une vie déréglée.
Les musées comportent des sections d’anatomie générale, d’embryologie, d’obstétrique, de chirurgie, de phrénologie, de tératologie et d’anatomie pathologique (cette dernière présentant les maladies vénériennes étant visitables en salle réservée aux adultes). Les cires fabriquées à l’usage des savants par des établissements spécialisés sont ensuite commercialisées et utilisées par les forains qui les détournent de leur fonction initiale pour satisfaire l’attirance du public pour le monstrueux et le bizarre. Ainsi, Jules Talrich (1826-1904), modeleur officiel de la Faculté de médecine de Paris, établit un musée anatomique sur les grands boulevards et fournit des pièces à d’autres établissements forains itinérants comme le musée du docteur Spitzner et le Grand Panopticum de l’Univers qui a circulé jusqu’en 1958. Enfin, guérisseurs et arracheurs de dents parcourent la foire en proposant élixirs, baumes et onguents dont eux-seuls connaissent le secret.

#### Jules Verne et explorateurs
En sciences humaines, la géographie est particulièrement à l’honneur : en effet, l’expansion des empires coloniaux et l’immense essor de l’exploration de la planète par des expéditions scientifiques au XIXe font de ces explorateurs et voyageurs de véritables héros de l’époque. Leurs exploits sont popularisés dans des gazettes, journaux, revues, et inspirent les grands romans d’aventure. L’engouement pour le voyage et la découverte de la terre est tel que le forain matérialise et reconstitue des scènes et paysages de ces contrées lointaines. À la fin du XIXe, dans l’enceinte de la fête foraine, le public est invité à un voyage immobile autour du monde, à travers des décors, cycloramas, dioramas et panoramas dotés de reconstitutions animées et spectaculaires de différents paysages : le pôle nord, le désert, la jungle, les villes mythiques (Venise) ou les grands chantiers qui remodèlent la surface de la Terre.

#### Spectaculaire
À mi chemin entre histoire et sociologie, l’histoire criminelle et la criminologie, attire les foules : on va en famille sur les lieux du crime, voir l’assassin attaché au pilori, assister au supplice sur la place publique. Sous l’Ancien Régime, les bourreaux tirent profit de ces spectacles en exposant le corps dans « l’entre-sort » d’une baraque foraine. Jusqu’à ce qu’ils aient l’idée de pérenniser ces spectacles « événementiels ». C’est ainsi qu’en 1771 se créent les premiers musées de cire, dont celui du boulevard du Temple à Paris qui présente les effigies de tous les criminels à la mode. Le fait criminel devient ainsi le thème de prédilection de ces étranges « cabinets de curiosité », ancêtres de nos fêtes foraines.
Au XIXe, ces spectacles délicieux s’intègrent dans les foires et, par exemple, le Grand Panopticum de l’Univers présente, vers 1925, les têtes en céroplastie des assassins de la bande à Bonnot. En ethnographie, les forains exposent au public les habitants des contrées lointaines et les modes de vie de ces spécimens « sauvages ». Dans l’éventail des représentations de peuples du monde proposé sur la fête, certaines catégories obéissent à des critères scientifiques, tels que les musées ethnographiques (dont les cires ethnographiques de Jules Talrich), tandis que d’autres sont plutôt folkloristes, voire totalement fantaisistes. Enfin, non seulement les forains ont fait connaître des inventions techniques (phonographe, rayons X, montgolfière, automobile, aéroplane), mais ils ont eux-mêmes innové en mettant au point des machines à vapeur, des échafaudages, des vérins. Ceci dans des conditions de sécurité et de fiabilité qui ont été ensuite utilisés à grande échelle par l'industrie.

## Littérature et médias
- Youri Messen-Jaschin, Le Monde des forains du XVIe au XXe siècle, Éditions des Trois Continents, 1986  (ISBN 2-88001-195-7)[18]
- Marcel Campion, Une vie de combat, éditions Lattès, 1999  (ISBN 2709620650)
- Marcel Campion et Catherine Gravil, D'où viens-tu forain ?, éditions Jacob-Duvernet Eds, 2009  (ISBN 2847242287)
- Philippe Dimbourg, La Foire Autrefois, Noir Dessin Productions, 2005  (ISBN 9782873511166)
- Régis Renard, Tours au cœur de l'Art, embarquement immédiat !, 2012  (ISBN 9782746654723)
- Hélène Solignac-St Cernin (dir.) - ouvrage collectif du séminaire d'histoire de l'université libre de Saint-Germain-en-Laye - La fête des Loges à Saint-Germain-en-Laye - 1800/1914, Presses Franciliennes, 2013  (ISBN 978-2-919495-06-1)
- Louis de Gouyon Matignon, Tropical - L'histoire folle du monde forain, LGM éditions, 2015  (ISBN 979-10-95165-00-2)

- Katherine Tewe, Paroles Foraines, éditions www.go-round.biz, 2008, (BNF 41378417)[19]